# Nigel Hawthorne
Sir Nigel Barnard Hawthorne, CBE (* 5. April 1929 in Coventry, Warwickshire, England; † 26. Dezember 2001 in Radwell, Hertfordshire, England) war ein britischer Schauspieler.

## Leben und Werk
Nigel Hawthorne wuchs ab dem vierten Lebensjahr in Südafrika auf und begann dort 1950 seine Schauspielkarriere am Theater in Kapstadt. In den 1950er Jahren kehrte er nach England zurück, um seine Karriere als Schauspieler dort fortzusetzen.
Seine Fernsehkarriere begann Ende der 1950er Jahre mit Nebenrollen in verschiedenen Fernsehserien und Filmen. Seine berühmteste Rolle spielte er als Sir Humphrey Appleby in der Fernsehserie Yes, Minister und der Folgeserie Yes, Prime Minister, wofür er viermal mit einem BAFTA Award ausgezeichnet wurde, sowie als Georg III. in Alan Bennetts Theaterstück The Madness of George III und dessen Filmadaption King George – Ein Königreich für mehr Verstand, was ihm einen Olivier Award sowie eine Oscar-Nominierung und einen weiteren BAFTA Award einbrachte. Einen sechsten BAFTA Award erhielt er 1996 für The Fragile Heart.
1987 wurde er Mitglied des Order of the British Empire im Range eines Kommandeurs und 1999 zum Ritter geschlagen.
Hawthorne musste sich mehreren Operationen wegen Bauchspeicheldrüsenkrebs unterziehen. Er starb an den Folgen eines Herzinfarkts. Den Kampf gegen seine Krebserkrankung schilderte er in seiner postum veröffentlichten Autobiographie Straight Face.
Hawthorne war mit dem englischen Drehbuchautor Trevor Bentham liiert. Er habe sein Privatleben privat gehalten, habe aber auch nie vorgegeben, etwas zu sein, was er nicht war. Am Tag der Vergabe der Oscar-Preise 1995 wurde seine Homosexualität von der Presse zum öffentlichen Skandal gemacht. Helen Mirren erklärte dazu 2016, dass dieser Presseskandal sie heute noch „ankotze“.

## Filmografie (Auswahl)
- 1963: The Desperate People (Fernsehserie, 4 Folgen)
- 1969: Dad’s Army (Fernsehserie, 1 Folge)
- 1973: Hadleigh (Fernsehserie, 2 Folgen)
- 1976: Couples (Fernsehserie, 4 Folgen)
- 1977: Marie Curie (Miniserie, 4 Folgen)
- 1978: Watership Down (Stimme)
- 1978: Holocaust – Die Geschichte der Familie Weiss (Holocaust, Fernsehserie)
- 1980: Der Sturm (The Tempest, Fernsehfilm)
- 1980: Jessie (Fernsehfilm)
- 1980–1984: Yes, Minister (Fernsehserie)
- 1981: Memoiren einer Überlebenden (Memoirs of a Survivor)
- 1982: Firefox
- 1982: Gandhi
- 1982: Dead On Time
- 1982: Golda Meir (A Woman Called Golda, Fernsehfilm)
- 1984: Johannes Paul II. – Sein Weg nach Rom (Pope John Paul II., Fernsehfilm)
- 1985: Taran und der Zauberkessel (The Black Cauldron, Stimme)
- 1985: Ozeanische Gefühle (The Publisher)
- 1986–1988: Yes, Prime Minister (Fernsehserie)
- 1993: Demolition Man
- 1994: King George – Ein Königreich für mehr Verstand (The Madness of King George)
- 1995: Richard III. (Richard III)
- 1996: Was ihr wollt (Twelfth Night)
- 1997: Amistad
- 1998: Liebe in jeder Beziehung (The Object of My Affection)
- 1998: Madeline
- 1999: Die Akte Romero (The Big Brass Ring)
- 1999: Tarzan (Stimme)
- 2001: Victoria & Albert (Fernsehfilm)
- 2001: Nenn’ mich einfach Nikolaus (Call Me Claus, Fernsehfilm)